# Sang-e Noqreh
Sang-e Noqreh (persiska: سنگ نقره) är en ort i Iran.   Den ligger i provinsen Khorasan, i den nordöstra delen av landet, 800 km öster om huvudstaden Teheran. Sang-e Noqreh ligger 1 773 meter över havet och antalet invånare är 239.
Terrängen runt Sang-e Noqreh är lite bergig. Runt Sang-e Noqreh är det ganska glesbefolkat, med 25 invånare per kvadratkilometer. Närmaste större samhälle är Qalandarābād, 15,5 km nordost om Sang-e Noqreh. Trakten runt Sang-e Noqreh består i huvudsak av gräsmarker.